# Grumman TBF Avenger
«Грумман» TBF «Евенджер» («Месник»)  (англ. Grumman TBF Avenger) — американський палубний бомбардувальник-торпедоносець виробництва авіакомпанії Grumman, розроблений на початку 1940-х років. Перебував на озброєнні військово-морських сил США, Великої Британії, Канади, Нідерландів та інших країн за часів Другої світової війни.
З часом цей літак під позначенням TBM Avenger почала випускати компанія General Motors. На початку червня 1942 року «Евенджери» вперше взяли участь у битві за Мідвей, і хоча в битві були втрачені 5 з 6 торпедоносців, що брали участь, незабаром літак довів свою ефективність та надійність і став одним з найкращих, що перебували на озброєнні морської авіації союзників. Протягом усієї війни торпедоносець постійно модернізували, і він був одним з найуспішніших літаків свого типу за часів Другої світової війни та перебував на службі до 1960-х років.

## Історія створення
25 березня 1939 року керівництво Військово-морських сил США замовило авіаційним компаніям країни створення нового торпедоносця-бомбардувальника, який повинен був замінити перший у світі торпедоносець-моноплан «Девастейтор». Цей палубний бомбардувальник з'явився 1934 року й вже не мав перспектив бути модернізованим так, щоб усунути два його основні недоліки: недостатню швидкість і малий радіус дії.
Авіація флоту потребувала абсолютно нового літака. Початок японської агресії в Китаї та німецької в Європі ще раз підкреслили невідкладність заміни «Девастейтера» новим торпедоносцем-бомбардувальником з кращими льотно-технічними характеристиками. В виданій специфікації SD-114-6 було визначено наступні вимоги: екіпаж три особи, максимальна швидкість 300 миль/год, внутрішнє розміщення озброєння — одна торпеда або три бомби по 500 фунтів, паливні баки, що самозатягувалися в разі пошкодження, бронезахист і башточка з оборонним озброєнням.
За результатами конкурсу, в якому взяло участь багато компаній, комісія відібрала на роль експериментальних літаків два проєкти, XTBU-1В (Chance Vought Company) і XTBF-1 (Grumman Aircraft Engineering Corporation).
Фірма «Грумман» мала достатньо практики в розробці палубних винищувачів, починаючи з біплана FF-1 до F4F «Вайлдкет», тому, спираючись на попередній досвід, конструктори розробили прототип XTBF-1 у формі суцільнометалевого середньоплана з високим овальним фюзеляжем, що звужувався до хвоста. Прототип Grumman навіть перевищив вимоги, висунуті флотом США, в ньому можна було розмістити торпеду вагою 2 000 фунтів або чотири авіаційні бомби по 500 фунтів. Екіпаж складався з трьох осіб: пілота, радиста і стрільця.

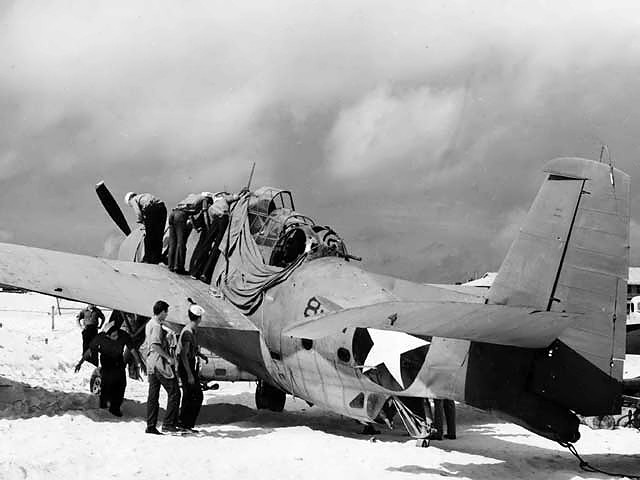
Єдиний вцілілий після бою за Мідвей торпедоносець «Евенджер» на аеродромі на атолі. 24 червня 1942

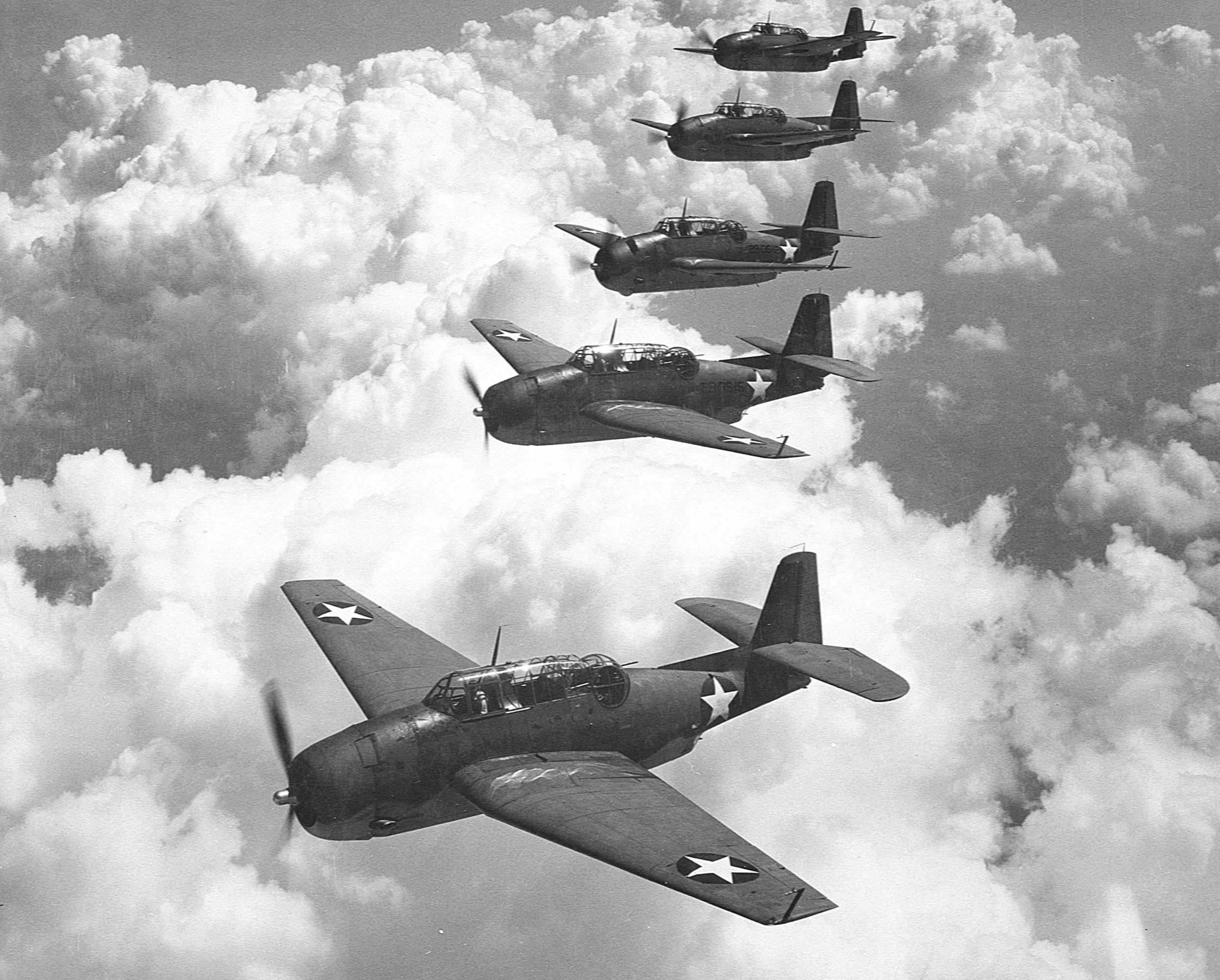
Ланка «Евенджерів» на польоті. 1942

8 квітня 1940 року Grumman отримала замовлення на виробництво двох дослідних екземплярів літаків XTBF-1. У грудні 1940 року, більш ніж за сім місяців до першого польоту, лише на підставі вивчення макета XTBF-1 флот США замовив фірмі «Грумман» 286 літаків, які отримали позначення TBF-1.
7 серпня 1941 року експериментальний XTBF-1, оснащений двигуном Wright Cyclone R-2600-8 потужністю 1 700 к.с. і повітряним гвинтом змінного кроку Hamilton Standard, здійснив свій перший офіційний політ.
Особливістю прототипу літака фірми «Грумман» було те, що конструктори спроєктували крила літака так, щоб вони складалися, повертаючись назад, тоді як стандартним рішенням для всіх палубних літаків були конструкції зі складанням крил поворотом вгору. Завдяки гідроприводу крила могли бути прибрані або розгорнуті самим пілотом всього за кілька секунд, і для цього не потрібно було ніякої допомоги наземного персоналу. Менші розміри XTBF-1 зі складеними крилами стали вирішальним чинником, завдяки якому фірма «Грумман» виграла контракт на замовлення флотського торпедоносця-бомбардувальника у фірми «Воут» з її літаком XTBU-1.
Перші випробування довели високу надійність і технічні характеристики нового літака, однак 28 листопада 1941 року перший зразок XTBF-1 був втрачений унаслідок пожежі; на щастя, екіпажу вдалося вистрибнути з парашутом.
7 грудня 1941 року компанія «Грумман» проводила урочисте відкриття нового заводу у Бетпейджі, Нью-Йорк, з одночасною демонстрацією свого нового торпедоносця. У цей час віце-президента Клінта Тоула викликали до телефону. Коли він повернувся, то сказав керівництву компанії: «Японці розбомбили Перл-Гарбор. Ми вступили у війну.»
15 грудня 1941 року, незабаром після японського нападу на Перл-Гарбор, здійснив свій перший виліт другий прототип, і через це отримав своє ім'я — «Евенджер» (англ. Avenger — месник). Льотні випробування другого прототипу XTBF-1 тривали до 23 грудня 1941 року, коли флот офіційно прийняв XTBF-1 на озброєння.
3 січня 1942 року зі складальної лінії фірми «Грумман» зійшов перший серійний TBF-1, і після завершення заводських випробувань та приймальних польотів 30 січня літак офіційно здали флотові США. П'ять наступних «Евенджерів» були поставлені протягом лютого, і ці перші шість серійних літаків перегнали на військово-морську базу в Норфолку, Вірджинія, де формувалася перша ескадрилья «Евенджерів» VT-8. Підрозділ VT-8 завершив своє навчання в рекордні терміни, і 8 травня 1942 року їхні «Евенджери» переправили через усю країну до Сан-Дієго, Каліфорнія. У Сан-Дієго літаки завантажили на борт авіаносного транспорту «Кітті-Хок», який відплив до Перл-Гарбора. Він прибув туди 29 травня, через день після того, як «Горнет» вирушив до Мідвей.
До кінця 1942 року фірма «Грумман» випускала по 60 TBF-1 на місяць, але ВМС США відчайдушно потребували «Евенджери» у більшій кількості, ніж заводи «Грумман» здатні були виробити. Тому флотське командування вирішило розшукувати іншого виробника. Відповідно до угоди між флотом «Грумман» і Східною авіаційною філією компанії «Дженерал Моторс», колишній автомобільний гігант отримав двадцять комплектів спеціальних складальних наборів (десять винищувача F4F «Уайлдкет» і десять торпедоносців-бомбардувальників TBF «Евенджер»), тобто в особливий спосіб зібраних літаків, які можна було використовувати для навчання персоналу.
Завод у Трентоні в Нью-Джерсі визначили як місце виробництва TBF-1 «Евенджер», машинам цього підприємства присвоювалося позначення ТВМ-1 «Евенджер». У листопаді 1943 року обсяг виробництва досяг 215 ТВМ на місяць, а до 1945 року Східна авіаційна філія досягла феноменального показника — 350 літаків на місяць. До грудня 1943 року «Грумман» продовжував виробництво TBF-1 (загалом виготовлений 2 291 літак), після чого фірма повністю перейшла на виробництво морського винищувача F6F-3 «Геллкет».
Завдяки внутрішньому розміщенню бомбового навантаження, яке можна було змінювати відповідно до виконуваних завдань, «Евенджери» прекрасно підходили для оснащення їх різними видами озброєння. При атаці маневруючого судна тактика «Евенджерів» полягала в скиданні «пачки» авіаційних бомб з чотирьох бомб з використанням інтервалометру — приладу, який управляв величиною часового інтервалу між скиданням бомб. Ціль атакували в пікіруванні під кутом від 30 до 45 градусів, до висоти 500 футів або нижче. Пілот кидав бомби на виході з піке і завдяки інтервалометру бомби влучали в ціль з інтервалом від 60 до 75 футів, що практично гарантувало одне або більшу кількість влучень у ціль при скиданні «пачки» з чотирьох бомб. Ця тактика довела свою високу ефективність і «Евенджер» заслужив репутацію дуже влучного бомбардувальника.
У ході модифікації на торпедоносець TBF-1 встановили 12,7-мм кулемет з боєприпасами та синхронізаційним механізмом, посилили також силовий набір крила TBF-1, щоб він був у змозі сприйняти додаткову вагу і віддачу важких кулеметів Browning. Кулемети встановлювали в кожному крилі зовні від вузла його складання, а магазин на 600 набоїв змонтували із зовнішнього боку кулеметів. 7,62-мм кулемет під капотом двигуна був демонтований. Модифікований літак отримав позначення TBF-1С.
На досвіді перших боїв у Тихому океані льотчики-торпедоносці зауважили, що стандартна морська авіаційна торпеда Mk 13 занадто повільна і ненадійна, тому часто атаки ворожих кораблів «Евенджерами» виявлялися невдалими через збої в роботі торпед. Мала швидкість торпеди Mk 13 також спричиняла те, що швидкохідні військові кораблі ворога легко ухилялися від торпедної атаки. В Каліфорнійському технологічному інституті розробили модифіковану торпеду, яка отримала позначення Mk-13-1A з поліпшеними характеристиками, що давало змогу тепер скидати її з висоти до 800 футів і за швидкості польоту до 280 вузлів і що значно збільшувало шанси «Евенджерів» з виживання в ході торпедної атаки добре озброєного ворожого судна.
У лютому 1943 року «Грумман» почала розробку проєкту поліпшеного «Евенджера» з двигуном Pratt & Whitney R-2800 потужністю 2 000 к.с. і стрілецькою башточкою Martin 250СЕ. Для проведення випробувань фірма «Грумман» взяла два планери «Евенджер» із заводу в Бетпейджі, які були модифіковані під установку нового двигуна. Один планер був оснащений двигуном XR-2600-10 потужністю 1900 к.с., цей літак отримав позначення XTBF-2, водночас на другий планер встановили покращений двигун Wright XR-2600-20 потужністю 1900 к.с., цей літак стали називати XTBF-3. У жовтні 1943 року фірма «Грумман» поставила два прототипи XTBF-3 флоту США під позначенням ТВМ-3, який став основним варіантом «Евенджера», до закінчення війни їх було вироблено понад 4 000 літаків.
Однак «Евенджер» продовжував перебувати на озброєнні ще протягом багатьох років. Планер ТВМ-3/3Е слугував базою для низки спеціалізованих варіантів літака, які служили у Військово-морських силах США до червня 1954 року, коли останній «Евенджер» був знятий з озброєння. Ці літаки широко експортували, вони служили ще в семи іноземних флотах і Повітряних силах (Великої Британії, Нової Зеландії, Нідерландів, Канади, Франції, Японії й Уругваю) до 60-х років.
Незабаром після початку Корейської війни флот США відчув гостру потребу у вантажному літаку, який міг би доставляти продукти життєзабезпечення на авіаносці, що перебували в морі. «Евенджер» з великою дистанцією польоту, вантажопідйомністю і можливістю розміщення вантажів усередині фюзеляжу виявився ідеальним рішенням для створення транспортного літака авіаносного базування. Наявні планери літаків ТВМ-3 і ТВМ-3Е переробили на транспортні варіанти, які отримали позначення TBM-3R.

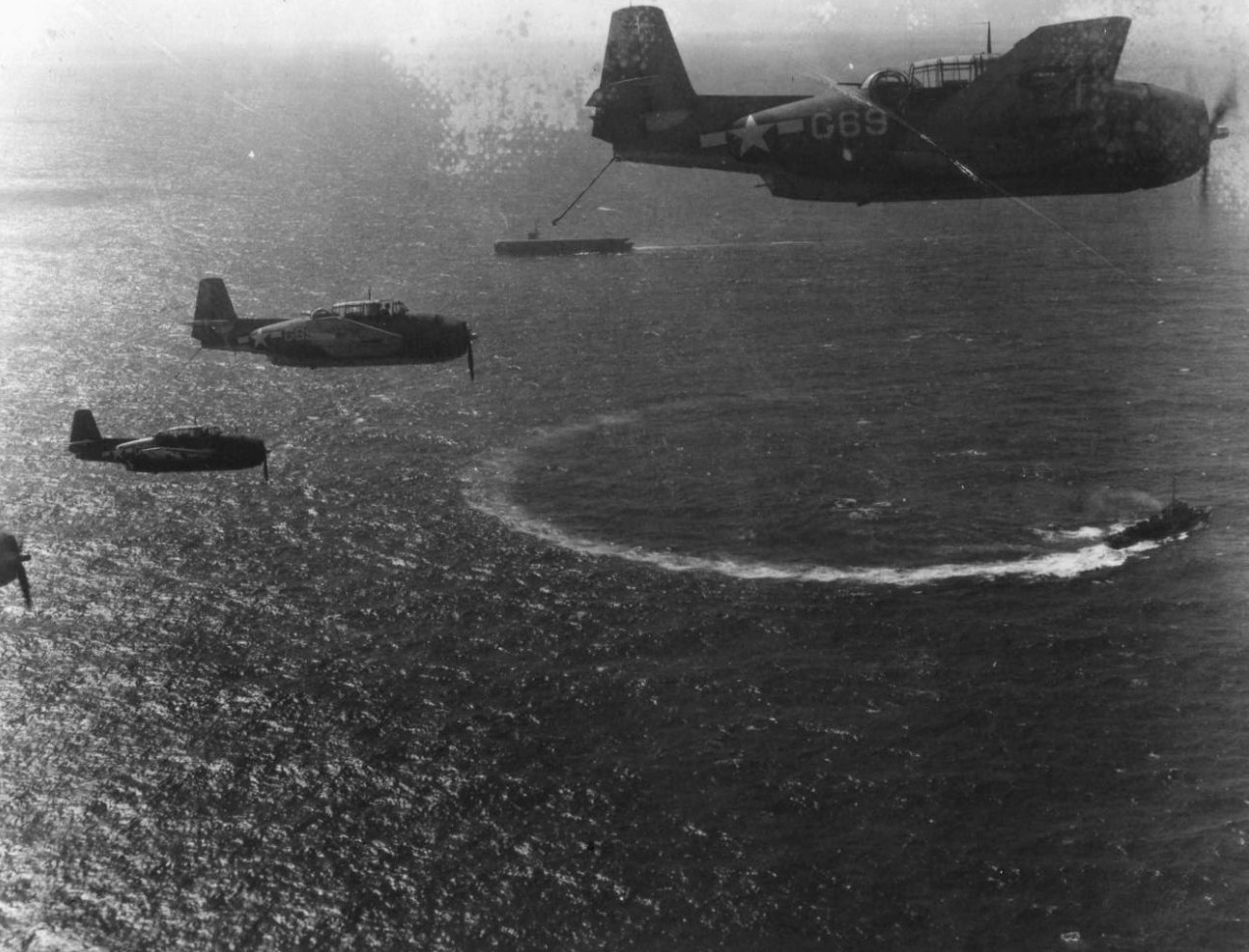
«Евенджери» над ескортним авіаносцем «Шиплі Бей». 1945

## Конструкція та дизайн
TBM/TBF «Евенджер» — середньоплан суцільнометалевої конструкції з одним двигуном, з двоколісним шасі та хвостовим колесом, які прибирали в польоті, та одинарним вертикальним стабілізатором. Фюзеляж мав напівмонококову конструкцію змінного напівеліптичного перетину з дюралюмінієвою обшивкою, що кріпилася шпангоутами і стрингерами. До центральної частини фюзеляжу кріпилося крило. До одного зі шпангоутів у задній частині планера кріпилося хвостове колесо.
В носовій частині планера розміщувався авіаційний двигун, від якого сталевою плитою, яка водночас грала роль протипожежної перегородки, була відокремлена кабіна пілота. Спереду вона була захищена козирком з вікнами з плексигласу. Для аварійної евакуації з лівого боку було спеціальне віконце. Основна панель бортових приладів розміщувалася перед фронтом пілота. На панелі розміщувався авіаційний приціл Mk.8. Праворуч від нього розміщувалися, крім іншого, важелі управління двигуном і випуском гальмівного крюка. Ліворуч розміщувалися елементи електрообладнання, а також перемикачі радіостанції. Перед пілотським кріслом розташовувалася ручка управління.
Кабіна другого члена екіпажу — бомбардира — розташовувалася за кабіною пілота. Під час бою бомбардир переходив до нижньої частини фюзеляжу, вже за бомбовідсіком, де був бомбовий приціл. Він також обслуговував кулемет, що мав сектор обстрілу вниз-назад. Спостереження бомбардир міг вести через великі вікна в бортах, прикриті плексигласом. Третій член екіпажу, бортовий стрілець, розміщувався в башточці типу 150SE-2, що оберталася у горизонтальній площині на 360 °. Ця башточка спереду була захищена броньовою плитою та оснащувалася кулеметом типу М2 калібру 12,7 мм із запасом набоїв 200 штук. По центру башти було встановлено броньоване крісло стрільця. З правого боку було спеціальне віконце для евакуації в разі аварії. Всередині знаходився приціл Мк.9, що підсвічувався, і приціл коліматора Мк. 11, а також фотокулемет. Привід башточки забезпечував її обертання з нормальною швидкістю 20 град/с у горизонтальній площині та 12 град/с у вертикальній площині. Перемикач швидкості дозволяв включити підвищену швидкість руху — відповідно 45 град/с і 30 град/с. Максимальне відхилення кулемета у вертикальній площині становило від — 30° до +85°.
Крило торпедоносця вільнонесуче, в плані трапецієподібдне, з працюючою алюмінієвою обшивкою. Крило складалося з трьох частин — центроплана, а також двох складних консолей. Крила після розкладання фіксувалися за допомогою спеціальних гідравлічних фіксаторів, управління якими здійснював пілот. Центроплан мав кесонну конструкцію з головним лонжероном. Шасі літака триколісне, оснащене гідравлічною амортизацією, з хвостовим колесом. На час польоту його повністю прибирали в нішу центроплана гідравлічним механізмом забирання та випуску шасі. Основні стійки шасі забирали в крило — убік, назовні, а хвостове колесо у фюзеляж — назад.
Основною силовою установкою на «Евенджерах» перших зразків був 14-циліндровий двигун повітряного охолодження у формі подвійної зірки Wright Cyclone серії С-14ВВ, а пізніше модернізовані модифікації цього двигуна R-2600-8 (1700 к.с., ТВМ-1), XR-2600-10 (1900 к.с., XTBF-2) та R-2600-20 (1900 к.с., TBF-3). Привід повітряного гвинта Hamilton Standard Hydromatic здійснювався за допомогою редуктора. Система запалювання живилася від акумуляторів, для аварійного живлення призначався ручний генератор.

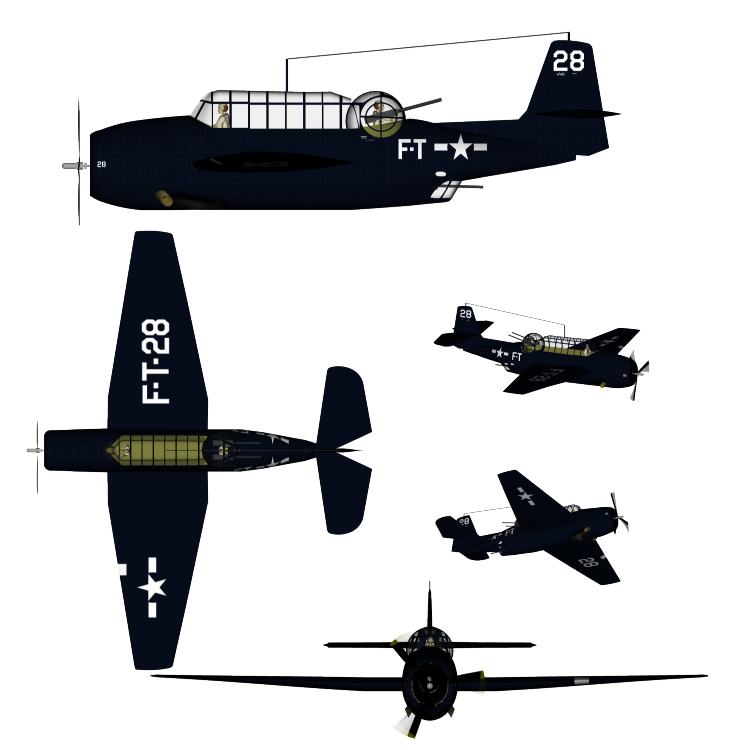
Схема «Евенджера»

Тривимірне зображення «Евенджера»

У паливній системі літака використовували бензин з октановим числом 100/130. Три паливні баки, котрі розміщувалися в центроплані, самозатягувалися в разі пробиття кулею. У бомбовому відсіку, а також під крилами могли бути встановлені додаткові паливні баки, що скидалися. Паливо подавалося бензонасосом, з приводом від двигуна. Ємність паливних баків становила: головний центральний — 548 л, центральний лівий і центральний правий — по 341 л, у бомбовому відсіку — стаціонарний 802 л, той, що скидався,  — 1022 л, підвісних під крилами — 219 л або 378 л. Масляна система мала стандартний обсяг масла в двигуні, системі і баку — 49 л. Гальмівна система гідравлічна, незалежна від основної гідравлічної системи. Гідравлічна система багатоканальна, що живилася від центрального джерела. Тиск в системі (150 атм.) забезпечувався гідравлічним насосом, що приводився від двигуна. Додатково була встановлена аварійна ручна помпа. Електрична система «Евенджера» однопровідна, живилася від генератора, що діяв від двигуна. Крім іншого бортового обладнання, було два встановлені в ряд акумулятори (12 В) ємністю 34 А/год кожен. Літак оснащувався автопілотом типу G4, який керував усіма системами літака без втручання пілота, відстежуючи з приладів параметри польоту.
Торпедоносець забезпечувався комплектом рятувального обладнання, до якого входили рятувальний човен Mark 4 type D, що зберігався у верхній частині фюзеляжу між другою кабіною і стрілецькою башточкою. До складу рятувального комплекту також входили: аптечка першої допомоги, рятувальна радіостанція, ємності з питною водою, морські сигнальні ракети, димові гранати М-8, тросик для їхнього утримання, аварійна ручна помпа, два весла, рибальський набір, запальнички, ніж, бухта мотузки, хромована пластинка для відбиття світла тощо.
До електронного обладнання літака входили: радіопередавач AN/ART-13, приймач AN/ARC-5, передавач УКХ AN/ARC-1, апаратура розпізнавання «свій-чужий» AN/APX-2 (C37/APX-2 — у кабіні пілота, С36/АРХ-2 — в кабіні бомбардира), радіонавігаційне устаткування: приймач AN/ARR-2, а також радіовисотомір AN/APN-1. Внутрішній зв'язок забезпечувала система RL-7. Радарне обладнання: радар AN/APS-4, з приймально-передавальним устаткуванням RT-5A/APS-4.
Літак ніс значне авіаційне озброєння. Це зокрема: один 12,7-мм кулемет Browning M2 з боєзапасом 400 набоїв, встановлений в башточці, 7,62-мм кулемет Browning М1919 з боєкомплектом у 300 набоїв, встановлений у фюзеляжі (спрямований вперед), з якого вів вогонь пілот, і один 7,62-мм кулемет з боєзапасом у 500 набоїв, встановлений у задній нижній частині фюзеляжу, вогонь з якого вів радист. Великий внутрішній бомбовідсік, розташований під центропланом крила, мав максимальну вантажопідйомність 2 000 фунтів і міг вмістити бомби, торпеду, глибинні бомби, міни або спеціальний підвісний паливний бак на 270 галонів. З паливним баком, встановленим у бомбовідсіку, XTBF-1 мав максимальну дальність польоту 2 180 миль, що добре підходило для виконання далеких розвідувальних місій.

## Бойове застосування

### Тихий океан

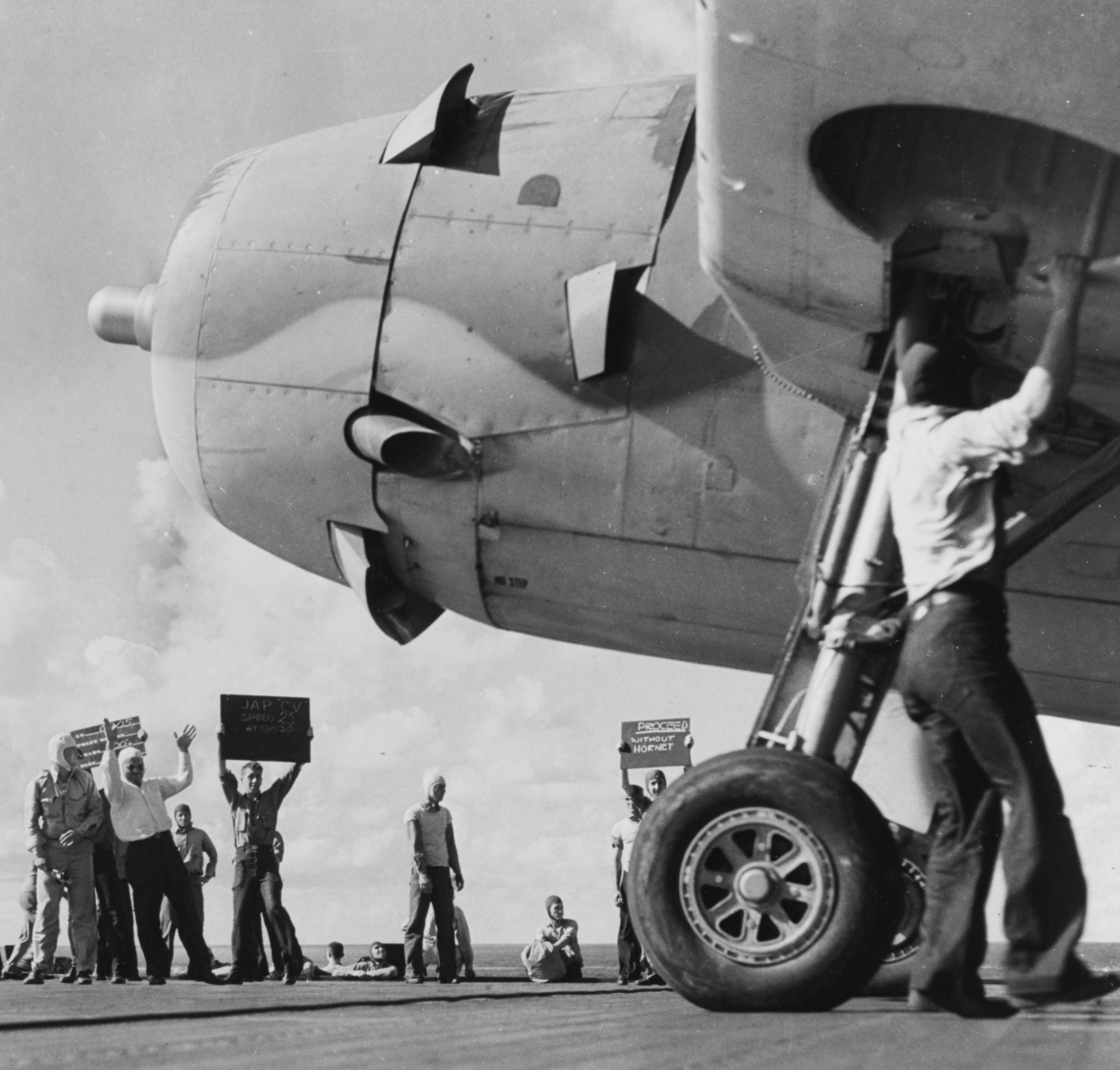
TBF злітає з палуби «Ентерпрайза» під час битви біля острова Санта-Крус. 26 жовтня 1942 року.

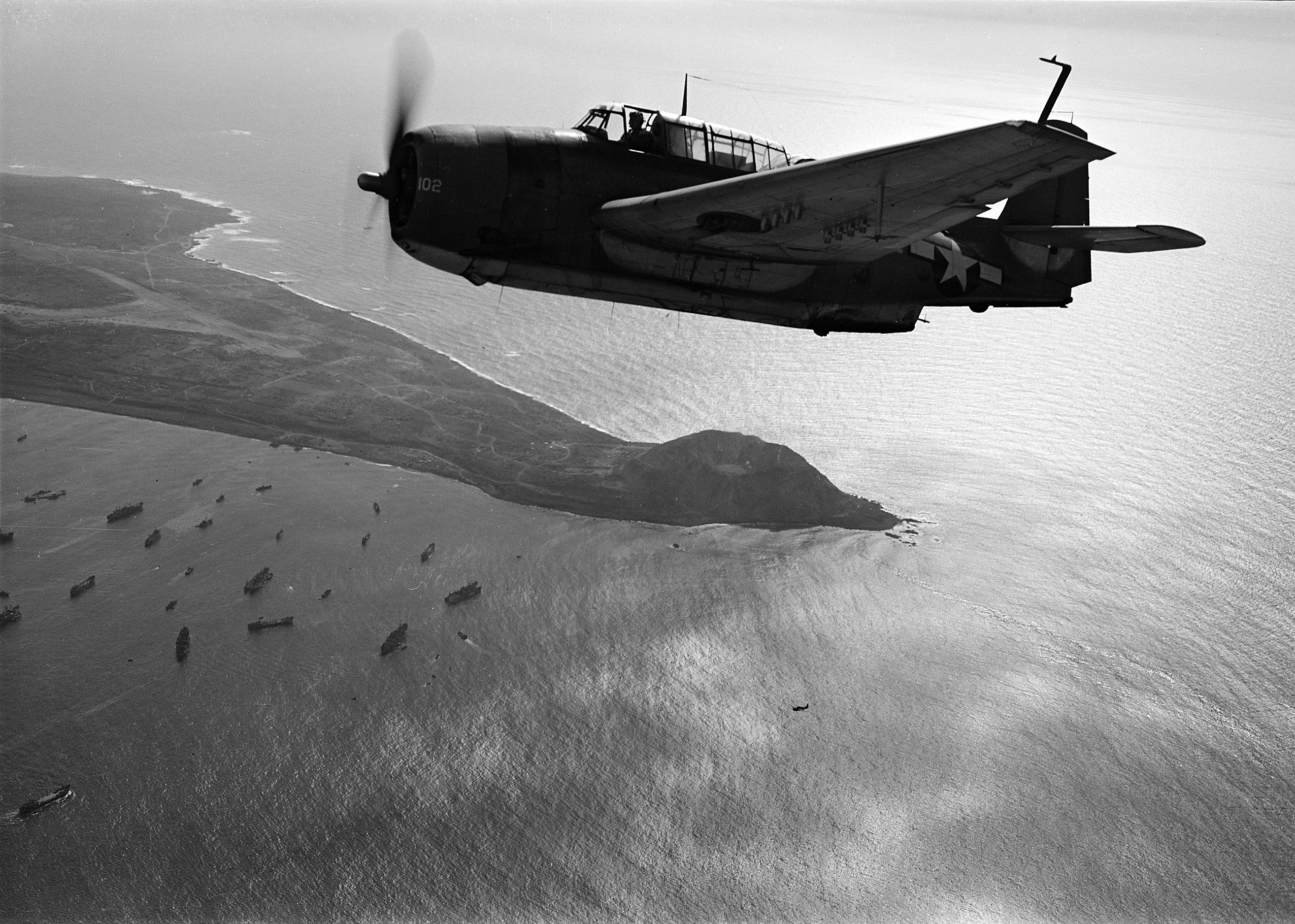
Фоторозвідник TBM над Іодзімою. Березень 1945.

4 червня 1942 року в ході битви за Мідвей «Евенджери» здобули бойове хрещення. Розвідник-літаючий човен PBY «Каталіна» виявив японський флот вторгнення, і літаки отримали наказ злетіти й атакувати японців. О 05.45 шість озброєних торпедами TBF-1 піднялися в повітря з аеродрому атола Мідвей та відважно поринули в бій. Однак рівень бойового досвіду пілотів був невисокий, тому всі машини, крім однієї, були збиті противником, не завдавши аніякої шкоди японському флотові. Попри те, що перший бойовий виліт нового літака не був успішним, подальші бойові операції підтвердили ефективність «Евенджерів», який увійшов в історію військово-морської авіації США.
Протягом шістдесяти днів, що промайнули між боєм за Мідвей і початком кампанії на Гуадалканалі, всі авіаносці, що мали торпедні ескадрильї, були переоснащені на TBF-1 «Евенджери».
24-25 серпня 1942 року розігралася битва в східній частині архіпелагу Соломонових островів. У цій битві американська ескадра, у складі якої було два авіаносці («Саратога» і «Ентерпрайз»), зіткнулася з японською, яка мала три авіаносці. У чотирьох атаках проти японських кораблів взяли участь 24 «Евенджери», які вперше здобули перемогу в бою, завдавши ураження торпедами японському авіаносцю «Рюдзьо» і збивши один пікіруючий бомбардувальник D3A. Сім американських літаків було втрачено.
26-27 жовтня 1942 року літаки «Евенджер» черговий раз взяли участь у бойових сутичках під час битви біля острова Санта-Крус. У бій стартувало 29 «Евенджерів», що належали ескадрильям VT-6 («Горнет») і VT-10 («Ентерпрайз»). Лише десятьом з них вдалося виявити цілі. З восьми спрямованих на японські кораблі торпед жодна в них не влучила. У цій битві американці втратили авіаносець «Горнет».
У листопаді 1942 року в морській битві за Гуадалканал була здобута перша велика перемога, коли TBF-1 «Евенджери» (VMSB-131) допомогли потопити японський лінійний крейсер «Хіей» водотоннажністю 37 000 тонн. 14 листопада 1942 року екіпажі торпедних «Евенджерів», застосовуючи свою традиційну зброю, вперше домоглися затоплення цього корабля.
У період від 30 червня до 30 липня 1943 року авіаційні частини, що мали на своєму озброєнні літаки TBF-1 «Евенджер», брали участь у повітряних боях, які точилися в рамках наступальної операції на Новій Джорджії. В ході цієї операції протягом декількох днів інтенсивним бомбардуванням піддавалися укріплення на півострові Мунда. «Евенджери» стартували для виконання цього завдання 763 рази.
29 січня — 23 лютого 1944 року в операції захоплення Маршаллових островів під час висадки на островах Маджуро і Кваджелейн військовий флот США відрядив для виконання завдань з підтримки військ відразу шість важких авіаносців, шість легких авіаносців і вісім ескортних авіаносців, на яких базувалося загалом 247 літаків «Евенджер», яким було поставлено завдання підтримки десанту і знищення японських укріплень на островах.
В американській контратаці у битви у Філіппінському морі, 20 червня 1944 року, взяло участь 54 «Евенджери», але більшість з яких була оснащена бомбами. Проте саме торпедоносні «Евенджери» з авіаносця «Белло Вуд» двома попаданнями змогли потопити японський авіаносець «Хійо». 
24 жовтня 1944 та 7 квітня 1945 року «Евенджери» взяли участь у затопленні найбільших в історії світу японських лінійних кораблів типу «Ямато»: «Мусасі» та «Ямато» відповідно.

### Атлантичний океан
На Атлантичному океані, де німецький підводний флот вів необмежену підводну війну, англо-американці потерпали від серйозніших втрат. Втрати союзників зазнані від U-Boot були колосальні, тільки протягом лютого 1943 року німці відправили на дно океану союзницькі кораблі загальним тоннажем понад 600 тис. тонн. Це підштовхнуло американських конструкторів до розробки спеціалізованих варіантів «Евенджера» і створення спеціальних протичовнових підрозділів в американському флоті.
Щоб закрити центральну частину Атлантики для німецьких підводних човнів, у Сполучених Штатах був створений новий клас авіаносців — ескортні авіаносці (CVE), які несли по 20-28 літаків, організованих у змішані ескадрильї. Зазвичай у змішаній ескадрильї була «суміш» з торпедоносців-бомбардувальників «Евенджер» і винищувачів «Вайлдкет». Маючи великий радіус дії і можливість нести в бомбовідсіку чотири глибинні бомби по 350 фунтів, «Евенджер» зарекомендував себе високоефективним протичовновим літаком.

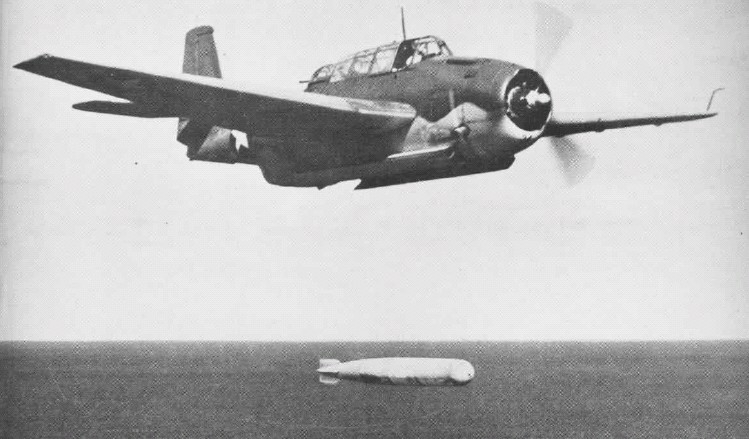
Торпедоносець «Евенджер» скидає торпеду Mk 13

У лютому 1943 року, в період піку бійні, влаштованої німецькими підводними човнами в Атлантиці, ескортний авіаносець «Боґ» і есмінці його охорони почали операції на трасах атлантичних конвоїв. Командування флоту змінило тактику й наказало авіаносцю та його есмінцям діяти незалежно від транспортних конвоїв, у ролі, так званих «мисливсько-вбивчих груп» (англ. Hunter Killer Group), щоб угруповання могло полювати за підводним човном, доки він не буде знищений. Буквально протягом тижня нова тактика довела свою ефективність, коли група затопила підводний човен U-569 і серйозно пошкодила човни U-231 і U-305.
Незабаром після Боґів до таких угруповань увійшли авіаносці «Блок Айленд», «Кор», «Гуадалканал» і десять інших CVE. Авіаносці CVE продемонстрували свою ефективність: між травнем і груднем 1943 року було потоплено тільки одне судно з більш ніж 2 000, що пройшли в захищуваних ними конвоях. Це був безсумнівний успіх у порівнянні з лютим, коли було втрачено суден загальною водотоннажністю 600 тис. тонн.
Авіаносець «Боґ» зі змішаною ескадрильєю VC-19 на борту став піонером нічних протичовнових операцій. Два TBF-1D були переобладнані на «мисливці» на субмарини — з літаків була демонтована стрілецька башточка, крилові кулемети і все бронювання. У фюзеляж і бомбовідсік встановлені додаткові паливні баки, що значно збільшило радіус дії й тривалість польоту цих «Евенджерів». «Night Owl» (укр. «нічна сова»), як прозвали цей літак, міг злітати в сутінках і залишатися в повітрі всю ніч, але він не мав на борту наступального озброєння. Якщо ці «мисливці» виявляли підводний човен, вони наводили на нього «винищувач» і координували його атаки.

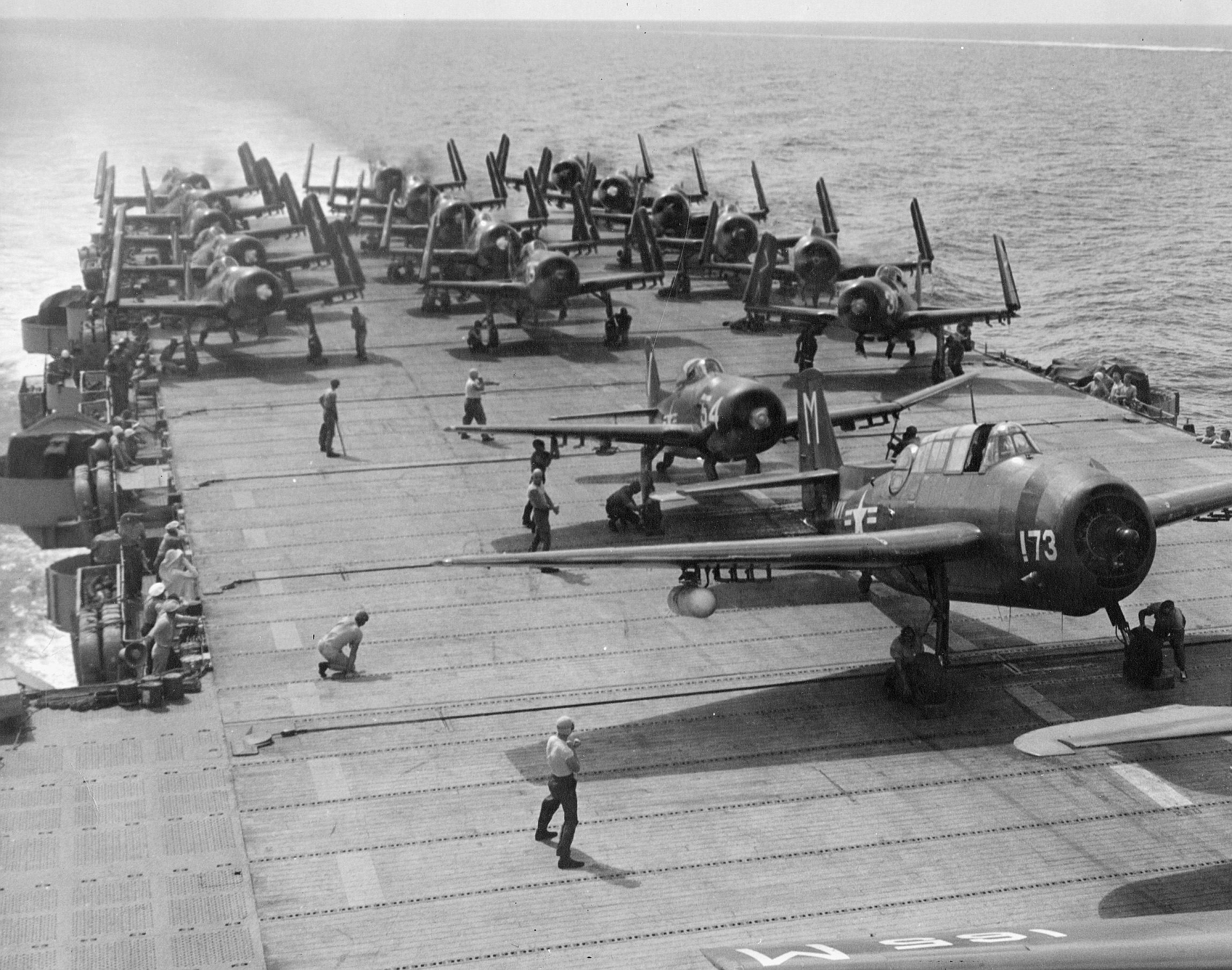
«Евенджери» TBM-3E на злітній палубі авіаносця «Монтерей». 1951

Методика нічних патрулювань добре використовувалася ескадрильєю VC-58 на ескортному авіаносці «Гуадалканал». Нова тактика принесла хороші дивіденди — так на початку 1944 року протягом 48 годин, у нічних операціях, ескадрилья потопила два німецькі підводні човни: U-68 і U-515.
Основною зброєю, яку використовували проти німецьких підводних човнів «Евенджери» були 350-фунтові глибинні бомби і нова зброя — авіаційні ракети. Ці ракети надавали «Евенджерам» значну вогневу міць, особливо коли усі вісім ракет випускалися залпом. 11 січня 1944 року сталося перше бойове застосування ракет американським літаком, коли TBF-1C з ескадрильї VC-58, озброєний ракетами, виявив німецький підводний човен U-758, що знаходився на поверхні. «Евенджер» домігся двох ймовірних і двох безперечних ракетних влучень у субмарину, а потім провів атаку глибинними бомбами. На Тихоокеанському театрі воєнних дій авіаційні ракети вперше були використані в бою 31 січня 1944, коли «Евенджери» з VC-7 авіаносця «Маніла Бей» атакували склади палива і боєприпасів на Маршаллових островах.
До 1945 року «Hunter Killer Group» фактично усунули загрозу нападів німецьких підводних човнів в Атлантиці, і це призвело до того, що їм стало все важче й важче знайти для себе цілі. Втративши одного ескортного авіаносця («Блок Айленд», якого торпедував човен U-549, атакуючий транспорт «Елмор» потопив цей підводний човен того ж самого дня). 14 атлантичних авіаносних протичовнових груп потопили в цілому 53 німецькі підводні човни і захопили один — U-505. «Hunter Killer Group» авіаносця «Боґ» стала своєрідним чемпіоном Атлантики, записавши на свій рахунок 12 підтверджених знищень підводних човнів.
Список німецьких підводних човнів, потоплених екіпажами «Грумман TBF Евенджер»
| 1942 | U-589 |
| 1943 | U-569, U-118, U-217, U-487, U-160, U-509, U-67, U-527, U-43, U-117, U-664, U-525, U-185, U-847, U-422, U-460, U-402, U-378, U-220, U-584, U-172, U-850 |
| 1944 | U-544, U-575, U-801, U-1059, U-288, U-515, U-68, U-66, U-860, U-543, U-1229                                                                            |
| 1945 | U-711 |

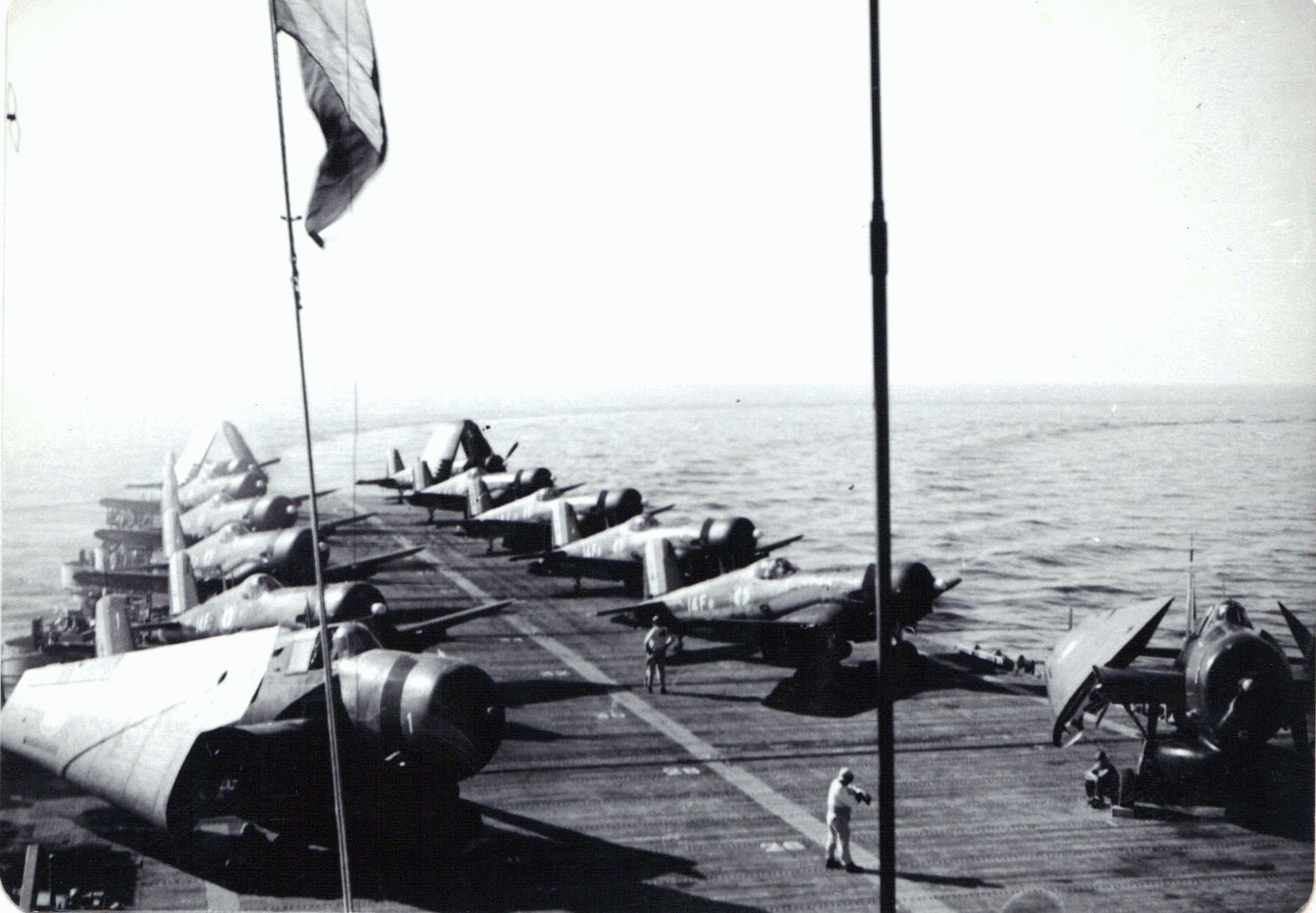
Французькі «Евенджери» TBM3W та F4U «Корсар» на палубі французького авіаносця «Лафаєт». 1962

Ескортні авіаносці з ескадрильями «Евенджерів» виступали в ролі протичовнових також на Тихоокеанському театрі воєнних дій і знищили тут 11 японських субмарин. На рахунку авіаносця «Анціо», що воював на Тихому океані, було найбільше підтверджене число знищених підводних човнів — п'ять.

### На службі британського флоту
«Евенджери» під позначенням TBF-1В стали одним з найбільш ефективних палубних літаків авіації британського флоту, коли Британія вирішила зняти з озброєння застарілі торпедоносці-бомбардувальники біплани Fairey Swordfish і Albacore. За час Другої світової війни Британії було поставлено 958 «Евенджерів» усіх модифікацій (402 TBF-1B Tarpon/Avenger Mk I, 334 TBM-1C Tarpon/Avenger Mk II, і 222 TBM-3 Tarpon/Avenger Mk III).
Після постачання в Англію, «Евенджери» модифікувалися на заводі Blackburn Aircraft Ltd, щоб задовольнити специфічним британським вимогам. На них встановлювалися англійські приціли, радіоустаткування і кисневі системи, якими замінялися аналогічні американські. Першою британською ескадрильєю, що отримала літаки «Тарпон» Mk. I — стала 832-га ескадрилья, що влітку 1943 року діяла на авіаносцях «Вікторіос» і «Саратога» в операціях на Соломонових островах. Пізніше «Вікторіос» взяв участь у вторгненні на Нову Джорджію, після чого повернувся до Англії.
У Європі Повітряні сили флоту Великої Британії використовували «Евенджери» насамперед у Північній Атлантиці й Північному морі для протичовнових операцій, а також для атак на німецькі кораблі поблизу Норвезького узбережжя. Низка британських ескадрилей «Евенджерів» базувалися на березі, виконуючи завдання протичовнового, протимінного і протикорабельного патрулювання над Ла-Маншем. Влітку 1944 року під час піку нальотів німецьких крилатих ракет V-1, «Евенджери» з 854-ї та 855-ї ескадрилей збили дві V-1, обидві кулеметним вогнем.
У 1945 році Королівський флот вибрав «Евенджер» як основний ударний літак для ескадрилей, що направлялися на Тихий океан. 820-та, 849-та, 854-та і 857-ма ескадрильї мали у своєму складі 84 «Евенджери» Mk III (TBM-3), розгорнуті на чотирьох британських авіаносцях: «Іластріас», «Індефатігебл», «Індомітебл» і «Вікторіос», що входили до Британського Тихоокеанського флоту. Це угруповання флот, об'єднане з американськими формуваннями, утворювало «Оперативну групу 57», що підпорядковувалася 5-му флоту США.
24 та 29 січня 1945 року «Оперативна група 57» провела ряд атак на нафтопереробні заводи в Палембанзі, на острові Суматра. У результаті британських атак нафтоперегінні заводи були майже повністю зруйновані, що ще більше загострило критичну нестачу палива для японської оборонної промисловості. Загалом ескадрильї «Евенджерів» Королівського флоту провели 95 атак на Суматру, втративши в них шість літаків.
«Оперативна група 57» також брала участь у кампанії на Окінаві, де британські ескадрильї «Евенджерів» залучалися для руйнування японських аеродромів на Формозі, щоб зменшити кількість літаків камікадзе, які атакували союзницький флот, що тримав в облозі Окінаву. У липні 1945 року Британський Тихоокеанський флот був перейменований на «Оперативну групу 37» (англ. Task Force 37), це з'єднання взяло участь у повітряних ударах по Японських островах. 24 липня, «Евенджер» з 848-ї ескадрильї став першим британським літаком, який бомбив Японію.

Торпедоносці «Евенджер» та пікіруючі бомбардувальники SB2C «Геллдайвер» важкого авіаносця «Ессекс» на бомбардуванні японського міста Хакодате. Липень 1945

Коли війна закінчилася, британські повітряні сили флоту швидко розформували ескадрильї «Евенджерів», і велике число цих літаків було викинуто за борт прямо в море. Остання британська ескадрилья «Евенджерів» воєнних часів була офіційно розформована в червні 1946 року.
У серпні 1945 року, після капітуляції Японської імперії, флот США анулював усі контракти на постачання «Евенджерів». Виробництво «Евенджерів» було завершено у вересні 1945 року, коли останні 24 ТВМ-3Е були передані флоту.

### Холодна війна
Холодна війна п'ятидесятих років була періодом все більшої напруженості між Сходом і Заходом. Загроза з боку радянських субмарин змусила флот США приділити більшу увагу боротьбі з підводними човнами Радянського флоту і розробити літак, оснащений спеціальним обладнанням, який був би в змозі полювати і знищувати сучасні підводні човни. «Евенджер» вже довів, що є надійним протичовновим літаком в ході битви за Атлантику і флот США знову повернувся до цього літака, якому тепер належало боротися з новою загрозою.
Декілька ТВМ-3Е модифікували для виконання ASW місій, встановивши на них нову електроніку і озброєння. Протягом 1953 року «Евенджери» були поставлені британському флоту під позначенням «Евенджер» AS4. Цей літак був модифікований, щоб нести пошуковий радар, встановлений в обтікачі під передньою частиною фюзеляжу, електронні блоки якого розміщувалися в передній частині бомбовідсіку. У 50-х роках «Евенджерами» AS Mk 4 були озброєні сім ескадрилей британського флоту, а останній AS Mk 4 прослужив до початку 1960-х років.
1 липня 1954 були сформовані Японські Морські Сили Самооборони, «Евенджерів» стали їхніми першими літаками.

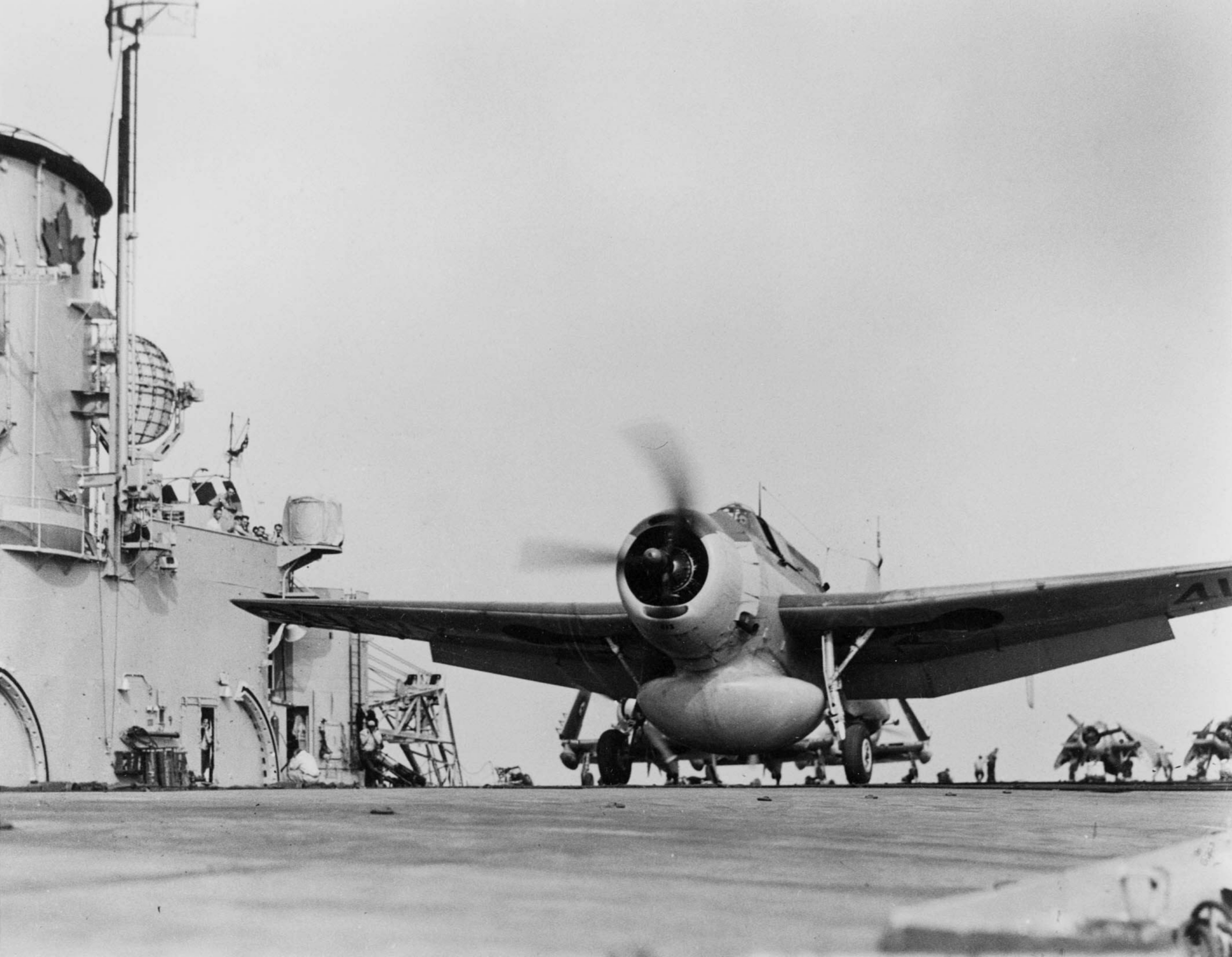
Літак дальнього радіолокаційного стеження TBM-3W злітає з борту канадського авіаносця «Магніфісент»

## Модифікації

### ВиробництваGrumman Corporation
- XTBF-1 — експериментальний прототип літака, оснащений двигуном R-2600-8 1700 к.с. Побудовані 2 одиниці[6].
- TBF-1 — перший серійний варіант торпедоносця. Всього побудовані 1 526 літаків.
- TBF-1B — проєкт літака для Королівських ВМС. Не будувався.
- TBF-1C — варіант торпедоносця з двома 12,7-мм кулеметами і збільшеними паливними баками. Випущено 765 літаків.
- TBF-1D/TBF-1CD — перша серійна модифікація торпедоносця «Евенджер» TBF-1/TBF-1C, з сантиметровим радаром RT-5/APS-4.
- TBF-1E — варіант моделі TBF-1 з додатковим авіаційним електронним обладнанням.
- TBF-1J — всепогодна версія літака TBF-1.
- TBF-1L — модернізований варіант бомбардувальника TBF-1 з пошуковим прожектором.
- TBF-1P — модель TBF-1 оснащеного обладнанням для аерофоторозвідки.
- TBF-1CP — модель TBF-1C оснащеного обладнанням для аерофоторозвідки.
- XTBF-2 — варіант бомбардувальника TBF-1 з новим двигуном XR-2600-10.
- XTBF-3 — варіант TBF-1 з новим двигуном R-2600-20.
- TBF-3 — нереалізований проєкт варіант бомбардувальника XTBF-3.

### ВиробництваGeneral Motors
- TBM-1 — варіант торпедоносця TBF-1. Випущено 550 літаків.
- TBM-1C — варіант торпедоносця TBF-1C. Всього 2 336 одиниць
- TBM-1D — оснащений сантиметровим радаром варіант бомбардувальника TBM-1.
- TBM-1E — модель літака TBM-1, оснащеного додатковим електронним обладнанням.
- TBM-1J — варіант TBM-1, оснащеного спеціальною апаратурою для всепогодних польотів.
- TBM-1L — модернізація TBM-1 з пошуковим прожектором.
- TBM-1P — літак аерофоторозвідки на основі TBM-1.
- TBM-1CP — літак аерофоторозвідки на основі TBM-1C.
- TBM-2 — удосконалений TBM-1 з новим двигуном XR-2600-10.
- XTBM-3 — удосконалений TBM-1C з двигуном R-2600-20.
- TBM-3 — модернізований варіант TBM-1C. Випущено 4 011 одиниць.
- TBM-3D — оснащений сантиметровим радаром варіант бомбардувальника TBM-3.
- TBM-3E — удосконалений варіант TBM-3. Побудовано 646 літаків.
- TBM-3H — модернізований варіант TBM-3, оснащений бортовою РЛС виявлення надводних цілей ASV.
- TBM-3J — всепогодна версія TBM-3.
- TBM-3L — варіант TBM-3 з прожектором.
- TBM-3M — модифікація TBM-3, призначена для запуску ракет.
- TBM-3N — післявоєнний нічний варіант TBM-3.
- TBM-3P — літак аерофоторозвідки на основі TBM-3.
- TBM-3Q — варіант TBM-3 радіопридушення.
- TBM-3R — модернізація TBM-3 для перевезення 7 пасажирів та доставлення вантажів на борт авіаносця.
- TBM-3S — протичовнова модернізація TBM-3.
- TBM-3U — модернізація TBM-3 загального призначення та для буксування мішеней.
- TBM-3W — модифікація літака дальнього радіолокаційного стеження TBM-3, призначена для пошуку підводних човнів; застосовувалися разом з TBM-3S/TBM-3S2, формуючи протичовнову команду «мисливець-вбивця».
- XTBM-4 — прототип літака на базі TBM-3E. Побудовані 3 літаки.
- TBM-4 — серійна версія XTBM-4. Замовлення на 2 141 літак було скасовано.

## Цікаві факти

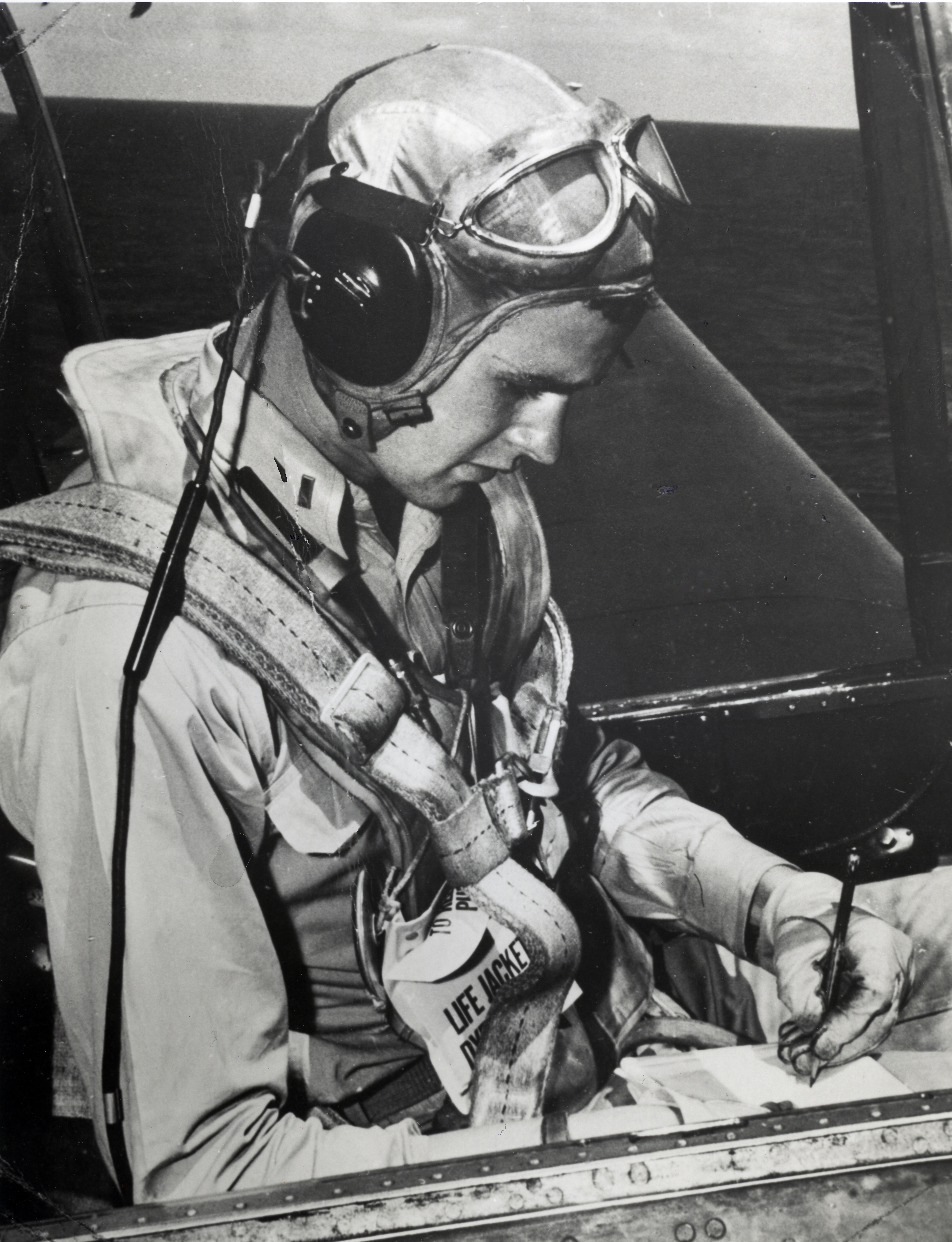
Пілот «Евенджера» TBM, майбутній президент США Джордж Буш-старший у кабіні торпедоносця на борту легкого авіаносця «Сан Джасінто»

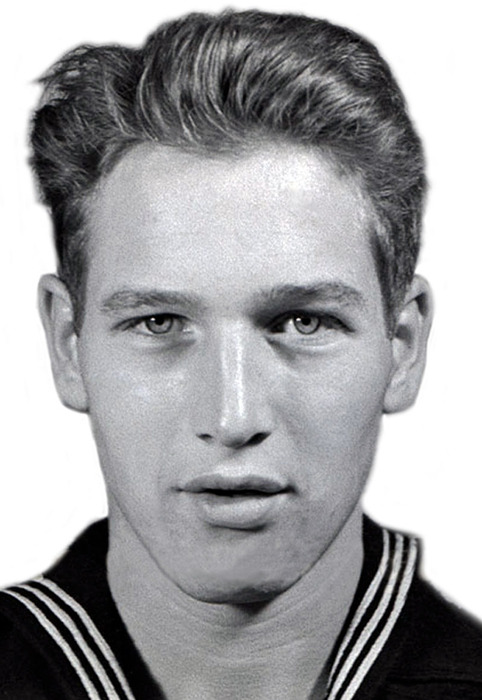
Стрілець-радист «Евенджера» TBM, майбутній американський актор і режисер Пол Ньюман

- За часів Другої світової війни майбутній президент США Джордж Буш-старший проходив службу пілотом у 51-й ескадрильї торпедоносців (VT-51) «Евенджерів» TBM легкого авіаносця «Сан Джасінто». 2 вересня 1944 року літак Буша був збитий над островом Тітідзіма; Буш був єдиним членом екіпажу, якому вдалося врятуватися.
- Другою знаменитістю, що билася у складі екіпажу «Евенджера» у війну, був славетний американський актор і режисер Пол Ньюман. Він літав на борту торпедоносця стрільцем-радистом у складі ескадрилей VT-98, VT-99 і VT-100 на борту авіаносців «Банкер Гілл» і «Голландіа».
- Виліт 19 — навчально-тренувальний політ ланки з п'яти торпедоносців-бомбардувальників «Евенджер» 5 грудня 1945 року, що завершився втратою за нез'ясованих обставин усіх п'яти машин, а також відправленого на їх пошуки рятувального гідролітака PBM-5 «Марінер». Цей інцидент вважають одним з найбільш дивних та незвичайних не лише в історії авіації флоту США, а й в історії всієї світової авіації. Цей інцидент часто згадують у зв'язку з феноменом, так званого «Бермудського трикутника».

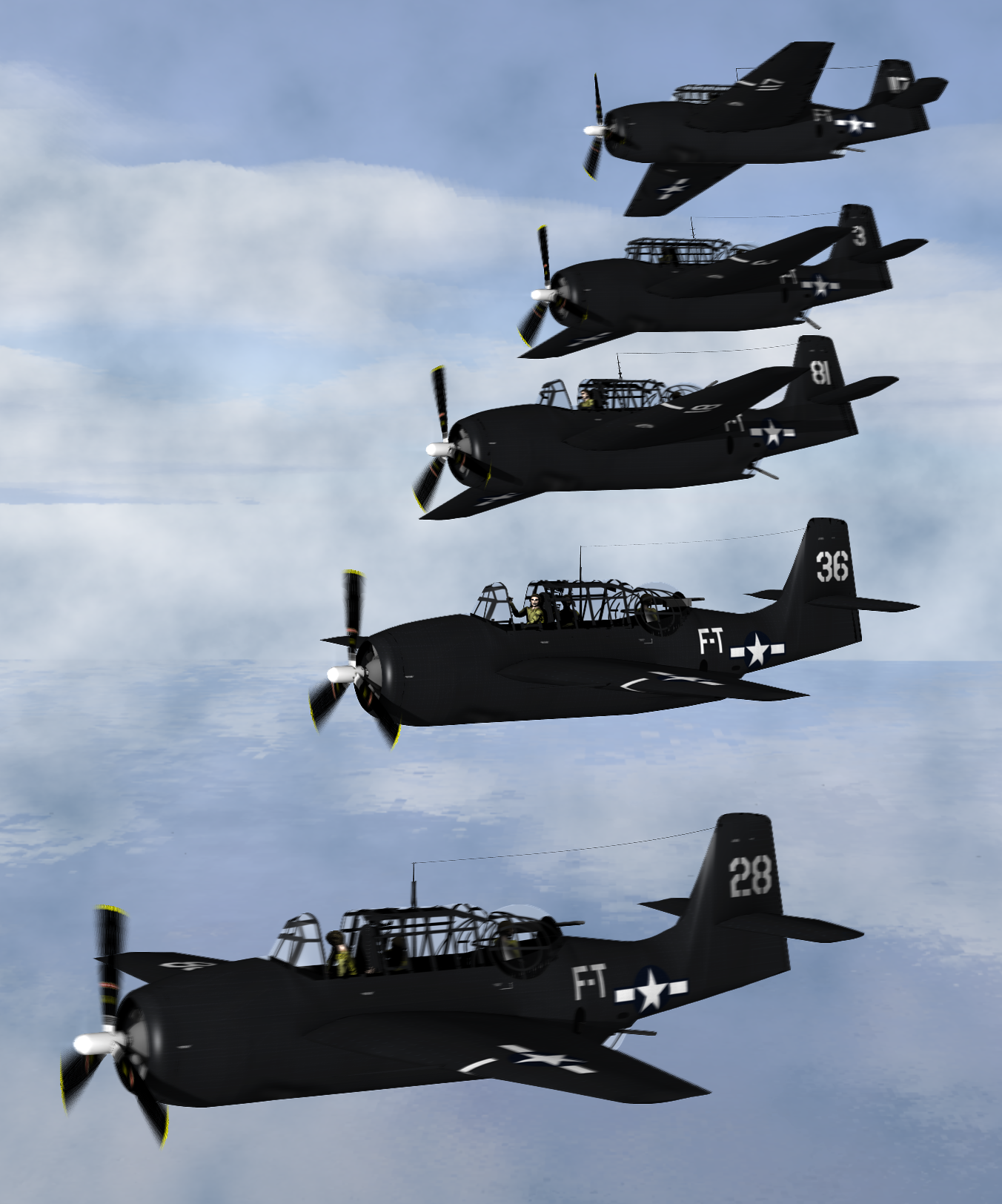
Ланка з п'яти торпедоносців-бомбардувальників «Евенджер»

## Країни-оператори
Бразилія
- ВМС Бразилії: мали на озброєнні 3 «Евенджери» у 1950-х роках для тренувань екіпажів палубної авіації авіаносця «Мінас-Жерайс» (A-11).

 Канада
- Королівський ВМФ Канади: мав «Евенджери» до їхньої заміни на CS2F «Трекер» у 1960.

 Куба
- Революційний ВМФ Куби: у 1956 отримав 7 TBM-3S2, які однак вийшли до 1960 року зі строю.

 Франція
- Авіація ВМС Франції: у 1950-х роках на озброєнні перебували «Евенджери».

 Японія
- ВМС Самооборони Японії: протягом 1950-1960-х років мали групи «Евенджерів».

 Нідерланди
- Авіація ВМС Нідерландів: протягом 1950-х років володіла декількома «Евенджерами».

 Нова Зеландія
- Королівські ПС Нової Зеландії: мали 4 ескадрильї «Евенджерів».

 Велика Британія
- Повітряні сили флоту Великої Британії: 15 ескадрилей «Евенджерів».

 США
- ВМС США
- КМП США

 Уругвай
- ВМС Уругваю: протягом 1950-х років використовували «Евенджери».

## Тактико-технічні характеристики

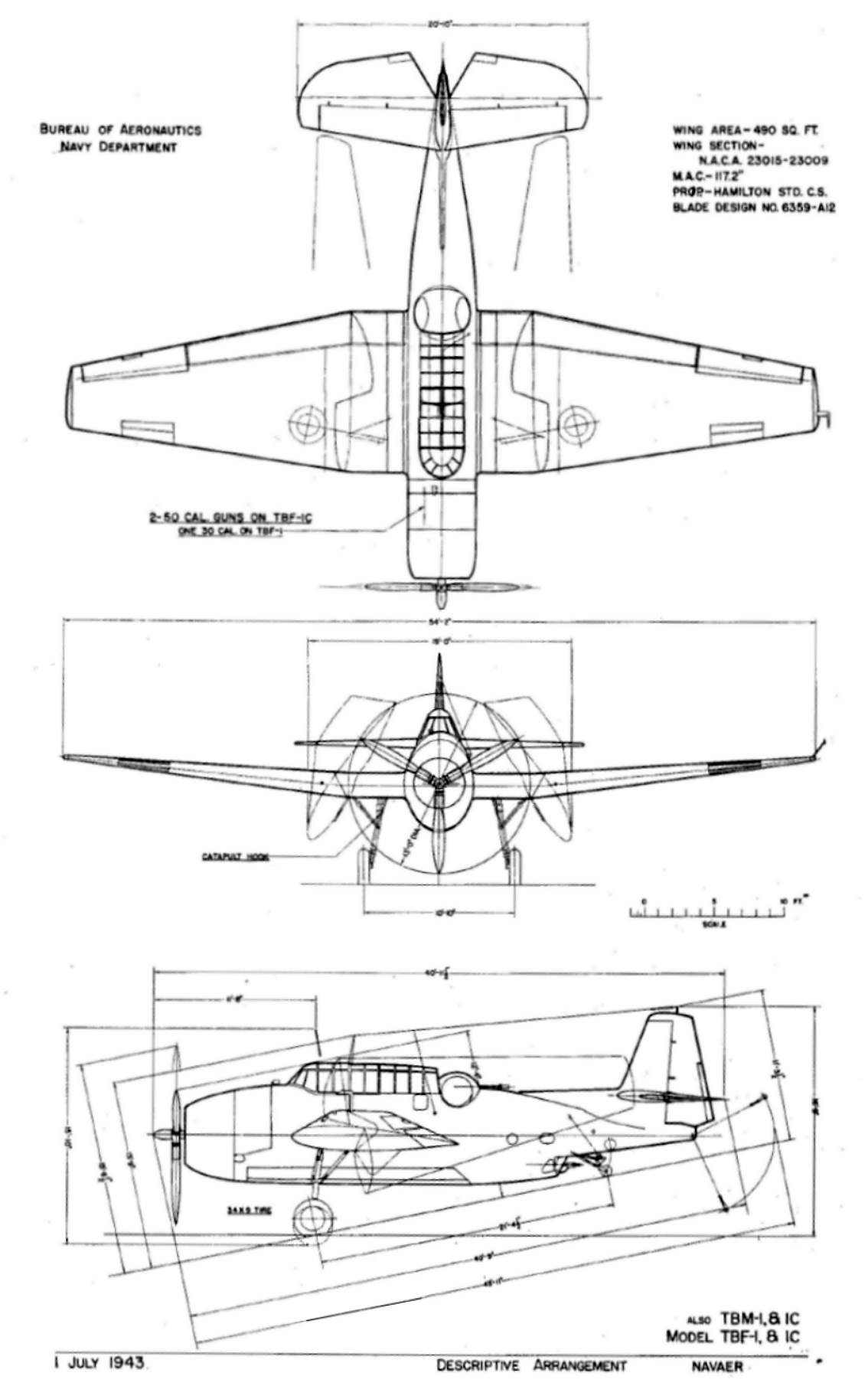
Схематичне креслення бомбардувальника-торпедоносця «Грумман TBF Евенджер»

Дані з Ударная авиация Второй Мировой — штурмовики, бомбардировщики, торпедоносцы

### Технічні характеристики
| Довжина                            | Довжина                            | 12,16 м          | 12,16 м          | 12,16 м          | 12,46 м          |          |          |
| Висота                             | Висота                             | 5,02 м           | 5,02 м           | 5,02 м           | 5,02 м           |          |          |
| Розмах крил (в складеному вигляді) | Розмах крил (в складеному вигляді) | 16,51 м (5,79 м) | 16,51 м (5,79 м) | 16,51 м (5,79 м) | 16,51 м (5,79 м) |          |          |
| Площа крил                         | Площа крил                         | 45,52 м²         | 45,52 м²         | 45,52 м²         | 45,52 м²         | 45,52 м² | 45,52 м² |
| Маса                               | пустого                            | 4576 кг          | 4788 кг          | 4913 кг          | 4787 кг          |          |          |
| Маса                               | спорядженого                       | 6205 кг          | 7444 кг          | 7609 кг          | 6429 кг          |          |          |
| Маса                               | максимальна злітна                 | 7221 кг          | 7876 кг          | 8286 кг          | 8124 кг          |          |          |
| Двигун                             | Двигун                             | Wright R-2600-8  | Wright R-2600-8  | Wright R-2600-20 | Wright R-2600-20 |          |          |
| Потужність                         | Потужність                         | 1700 к. с.       | 1700 к. с.       | 1900 к. с.       | 1900 к. с.       |          |          |
| Максимальна швидкість              | Максимальна швидкість              | 436 км/год       | 414 км/год       | 430 км/год       | 444 км/год       |          |          |
| Дальність польоту                  | з торпедою                         | 1460 км          | 1780 км          | 1820 км          | 1625 км          |          |          |
| Дальність польоту                  | максимальна                        | 2335 км          | 3760 км          | 4075 км          | 3090 км          |          |          |
| Бойова стеля                       | Бойова стеля                       | 6790 м           | 6485 м           | 7090 м           |                  |          |          |

### Озброєння
Кулеметне
- курсове:
  - 1 × 7,62-мм кулемет Browning М1919 в фюзеляжі (TBF-1) або 2 × 12,7-мм кулемети Browning M2 в крилах (TBF-1C і наступні модифікації)
- захисне:
  - 1 × 12,7-мм кулемет Browning M2 в башточці та 1-2 7,62-мм кулемет Browning М1919
  - 1 × 7,62-мм кулемет Browning М1919 в нижній частині (відсутній на TBM-3E)

Бомбове
- До 907 кг бомб в або
- 1 × 907-кг авіаційна торпеда Mk 13

Додаткове
- до 8 3,5-5-дюймових НАР FFAR або HVAR (з модифікації TBM-1C)

## Відео
- Grumman TBM 3E Avenger «Charlie's Heavy» [Архівовано 28 грудня 2015 у Wayback Machine.]
- Flying the Grumman TBF «Avenger» Torpedo Bomber (1944) [Архівовано 20 квітня 2016 у Wayback Machine.]